# Ed McMahon
Edward Leo Peter "Ed" McMahon Jr., född 6 mars 1923 i Detroit, Michigan, död 23 juni 2009 i Los Angeles, Kalifornien, var en amerikansk komiker, skådespelare, sångare, programledare och TV-presentatör. McMahon är främst känd för att ha varit Johnny Carsons bisittare och presentatör under 30 år i The Tonight Show på NBC, från 1962 till 1992. Hans berömda öppningsreplik "Heeere's Johnny!" användes i skräckfilmen The Shining från 1980 av karaktären Jack Torrance (spelad av Jack Nicholson) när han jagar sin fru och barn med en yxa.
McMahon föddes i Detroit, men växte huvudsakligen upp i Lowell, Massachusetts.

## Filmografi i urval
- The Tonight Show (1962-1992) (TV-serie)
- Missing Links (1963-1964) (TV-serie)
- Rowan & Martin's Laugh-In (1968-1970) (TV-serie)
- The Dean Martin Show (1973) (TV-serie)
- Hollywood Squares (1972-1978) (TV-serie)
- Whodunnit? (1979) (TV-serie)
- TV's Bloopers & Practical Jokes (1982-1998) (TV-serie)
- Star Search (1983-1995) (TV-serie)
- Huset fullt (1989) (TV-serie)
- Mord, mina herrar (1994) (TV-serie)
- The Simpsons (1998) (TV-serie)
- Jerry Seinfeld: 'I'm Telling You for the Last Time (1998)
- Kära Susan (1999) (TV-serie)
- Baywatch (1999) (TV-serie)
- Scrubs (2005) (TV-serie)
- En förtrollad romans (2005)